# Hypera
Genre
Hypera est un genre d'insectes coléoptères de la famille des Curculionidae (charançons et espèces proches). Ce genre comprend notamment plusieurs espèces qui sont des ravageurs des cultures de légumineuses fourragères (luzernes, trèfles, etc.).

## Liste d'espèces
Selon Catalogue of Life (30 août 2014) :
- Hypera abrutiana
- Hypera acaciae
- Hypera acetosae
- Hypera albonotata
- Hypera albosquamosa
- Hypera alternans
- Hypera amalek
- Hypera amasiensis
- Hypera amelek
- Hypera amoenus
- Hypera angustula
- Hypera arundinis
- Hypera arvernica
- Hypera aubei
- Hypera audax
- Hypera auliensis
- Hypera auriflua
- Hypera austera
- Hypera austriaca
- Hypera avernica
- Hypera barnevillei
- Hypera barrosi
- Hypera bawosi
- Hypera bidentata
- Hypera biglobosa
- Hypera biharica
- Hypera bipunctata
- Hypera bonvouloiri
- Hypera borcalis
- Hypera borealis
- Hypera bosnica
- Hypera bravardi
- Hypera brucki
- Hypera bucovinensis
- Hypera budensis
- Hypera caliginosa
- Hypera callosa
- Hypera canescens
- Hypera capiomonti
- Hypera carinicollis
- Hypera carpathica
- Hypera caucasica
- Hypera chevrolati
- Hypera chlorocoma
- Hypera circassicola
- Hypera coarcticollis
- Hypera comata
- Hypera constans
- Hypera contaminata
- Hypera corcyrea
- Hypera cordicollis
- Hypera corrosa
- Hypera crinita
- Hypera croatica
- Hypera cypris
- Hypera cyrta
- Hypera cyrtus
- Hypera damascena
- Hypera dauci
- Hypera delarouzei
- Hypera deportata
- Hypera deyrollei
- Hypera dissimilis
- Hypera distinguenda
- Hypera diversa
- Hypera dorica
- Hypera dorsalis
- Hypera dubia
- Hypera dubitabilis
- Hypera duplopunctata
- Hypera elegans
- Hypera elongata
- Hypera eos
- Hypera fabae
- Hypera fairmairei
- Hypera fasciculata
- Hypera fauconneti
- Hypera fausti
- Hypera favarcqui
- Hypera fiumana
- Hypera flavicans
- Hypera fulvipes
- Hypera fumipes
- Hypera ganglbaueri
- Hypera globosa
- Hypera gordiaea
- Hypera gordyaea
- Hypera gravida
- Hypera grisea
- Hypera grouvellei
- Hypera guttipes
- Hypera helwigii
- Hypera hierichontica
- Hypera hispanica
- Hypera hispidula
- Hypera hostilis
- Hypera humilis
- Hypera iberica
- Hypera idriensis
- Hypera imbecilla
- Hypera insubida
- Hypera insularis
- Hypera johanni
- Hypera judaica
- Hypera juvenca
- Hypera kopalensis
- Hypera korbi
- Hypera kraatzi
- Hypera kunzei
- Hypera kunzii
- Hypera latifrons
- Hypera leonisi
- Hypera lhostei
- Hypera libanica
- Hypera lindbergi
- Hypera lineata
- Hypera lineatus
- Hypera lineola
- Hypera litigiosa
- Hypera longicollis
- Hypera lucasi
- Hypera lunatus
- Hypera lurida
- Hypera lusitanica
- Hypera lydia
- Hypera maculata
- Hypera maculipennis
- Hypera maculosa
- Hypera marmorata
- Hypera marmottani
- Hypera mauritanica
- Hypera medicaginis
- Hypera mehadiensis
- Hypera melarhyncha
- Hypera meles
- Hypera meridionalis
- Hypera micans
- Hypera miles
- Hypera minuta
- Hypera mixta
- Hypera mniszechi
- Hypera montivaga
- Hypera murina
- Hypera mutabilis
- Hypera mutatoria
- Hypera nebulosus
- Hypera nigrescens
- Hypera nigrirostris
- Hypera nivosa
- Hypera normandi
- Hypera noscibilis
- Hypera noscidia
- Hypera obscura
- Hypera obtusa
- Hypera ocellata
- Hypera okeni
- Hypera ophthalmica
- Hypera orientalis
- Hypera ovalis
- Hypera oxalidis
- Hypera oxalis
- Hypera pallida
- Hypera palumbaria
- Hypera palustris
- Hypera pantherina
- Hypera parallela
- Hypera pedestris
- Hypera perplexa
- Hypera perrisi
- Hypera petrii
- Hypera phaeopa
- Hypera philantha
- Hypera philanthus
- Hypera picicornis
- Hypera picipes
- Hypera pimpinellae
- Hypera plantaginis
- Hypera plochardi
- Hypera pollux
- Hypera polygoni
- Hypera porcella
- Hypera postica
- Hypera proxima
- Hypera pruinosa
- Hypera przewalskii
- Hypera pubescens
- Hypera punctata
- Hypera puncticauda
- Hypera punctulata
- Hypera pusilla
- Hypera pyrenaea
- Hypera pyrrhodactylus
- Hypera quadratocollis
- Hypera reductirostris
- Hypera reichei
- Hypera reitteri
- Hypera repanda
- Hypera rotundata
- Hypera roussini
- Hypera rubi
- Hypera rudicollis
- Hypera rufimembris
- Hypera rufipes
- Hypera rugulosa
- Hypera rumicis
- Hypera saulcyi
- Hypera scania
- Hypera scanica
- Hypera scanicus
- Hypera scapularis
- Hypera segnis
- Hypera sierrana
- Hypera signata
- Hypera socialis
- Hypera solida
- Hypera sordida
- Hypera souvorovi
- Hypera spissa
- Hypera straminea
- Hypera striata
- Hypera stulta
- Hypera suanetica
- Hypera sublineata
- Hypera subuniformis
- Hypera suspiciosa
- Hypera svanetica
- Hypera swanetica
- Hypera tamarisci
- Hypera taraxaci
- Hypera temperei
- Hypera tesselata
- Hypera tigrina
- Hypera timida
- Hypera trifolii
- Hypera tristis
- Hypera tumida
- Hypera variabilis
- Hypera viciae
- Hypera vicina
- Hypera vidua
- Hypera viennensis
- Hypera villosula
- Hypera virescens
- Hypera visnagae

Selon ITIS (30 août 2014) :
- Hypera brunnipennis (Boheman, 1834)
- Hypera castor (LeConte, 1876)
- Hypera compta (Say, 1831)
- Hypera diversipunctata (Schrank, 1798)
- Hypera eximia (LeConte, 1876)
- Hypera maritima (Titus, 1911)
- Hypera meles (Fabricius, 1792)
- Hypera nigrirostris (Fabricius, 1775)
- Hypera paludicola Warner, 1973
- Hypera postica (Gyllenhal, 1813)
- Hypera pubicollis (LeConte, 1876)
- Hypera punctata (Fabricius, 1775)
- Hypera quadricollis (LeConte, 1876)
- Hypera rumicis (Linnaeus, 1758)
- Hypera seriata (Mannerheim, 1853)
- Hypera trivittata (Say, 1831)